# 317 Roxane
317 Roxane este un asteroid din centura principală, descoperit pe 11 septembrie 1891, de Auguste Charlois.